# 송화초등학교 (경기)
송화초등학교는 대한민국 경기도 화성시에 있는 공립 초등학교이다.

## 학교 연혁
- 2000.1.8 송화초등학교 인가
- 2000.1.8 송화초등학교 병설유치원 인가
- 2000.9.1 초대 백남정 교장선생님 부임
- 2000.9.1 송화초등학교 개교- 초등학교 16학급 편성, 병설유치원 1학급 편성
- 2000.9.1 5층 교실 36실, 특별실 27실 신축
- 2001.3.1 경기도교육청 경제교육 시범학교 지정
- 2003.3.1 교수학습도움센터 중심학교 지정
- 2004.3.1 초등학교 54학급(특수학급), 유치원 2학급 편성
- 2005.3.1 교육인적자원부 교무업무시스템 연구시범학교 지정
- 2008.3.1 경기도교육청 지정 체육연구시범학교 지정
- 2010.3.20 본관 옥상 방수공사
- 2010.3.29 신관 후면 암거 설치공사
- 2010.12.13 학생 안전 강화 학교 운영
- 2011.3.1 초등학교 39(1)학급, 유치원 3학급 편성
- 2011.11.25 컴퓨터실 2실 컴퓨터 및 책상 전면 교체
- 2012.2.17 2011학년도 제12회 졸업(235명, 총 2,674명)
- 2012.3.1 초등학교 37, 특수 1, 유치원 3학급 편성
- 2013.2.15 2012학년도 제13회 졸업(212명, 총2886명)
- 2013.3.1 초등학교 45학급, 유치원 3학급 편성
- 2014.2.14 2013학년도 제14회 졸업(198명, 총3084명)
- 2014.3.1 초등학교 46, 특수 1, 유치원 3학급 편성
- 2014.9.1 제6대 이경옥 교장선생님 취임
- 2015.2.14 2014학년도 제15회 졸업(167명, 총3251명)
- 2015.3.1 초등학교 46학급, 특수 1학급, 유치원 3학급 편성
- 2015.3.1 창의지성교육도시 모델학교 지정
- 2015.3.1 혁신공감학교 지정

## 참고 자료
- 송화초등학교 - 한국교육학술정보원 학교알리미